# 값 (수학)
수식에서 값은 상수(constant) 또는 문자나 기호로 표현되는 변수(variable)들을 말하거나 수식을 이루는 변수(variable) 또는 상수(constant)들의 연산의 결과값을 말한다.
{\displaystyle 8=4x^{2}+16x+24}
{\displaystyle 8-8=4x^{2}+16x+24-8}
{\displaystyle 0=4x^{2}+16x+16}
{\displaystyle 0\div 4=(4x^{2}+16x+16)\div 4}
{\displaystyle 0=x^{2}+4x+4}
{\displaystyle 0=(x+2)^{2}}
{\displaystyle {\sqrt {0}}={\sqrt {(x+2)^{2}}}} 또는 {\displaystyle {0 \over (x+2)}={(x+2)^{2} \over (x+2)}}또는 {\displaystyle {-4\pm {\sqrt {16-4\cdot 4}} \over 2}={-4 \over 2}=-2}
{\displaystyle 0=x+2}
{\displaystyle \therefore \;-2=x}
위의 수식에서 {\displaystyle x} 의 값은   {\displaystyle -2}이다.
이처럼, 연산의 다양한 의도들에 의해 값은 여러 용어들로 일컬어 진다.
다양한 값들의 명칭
- 상수
- 변수
- 절대값
- 평균값
- 최소값
- 최대값
- 진릿값
- 기대값
- 고윳값

## 같이 보기
- 문자와 식(수식)
- 치환 (수학)